# دوبروولشچینا
دوبروولشچینا (به لاتین: Dobrovolshchina) یک منطقهٔ مسکونی در روسیه است که در سرزمین آلتای واقع شده‌است.